# River Doe
Der River Doe ist ein kleiner Fluss in North Yorkshire, England. Der Fluss entsteht südlich der Siedlung Chapel-le-Dale und nördlich des Ingleborough und fließt in südwestlicher Richtung. Im Ort Ingleton vereinigt er sich mit dem River Twiss zum River Greta.

## Wasserfälle
Kurz bevor der Fluss Ingelton erreicht, fließt er über eine Anzahl von Wasserfällen und Stromschnellen. Die beiden größten Wasserfälle sind der Beezley Fall und der Snow Fall. Entlang dieser Wasserfälle führt der Ingelton Waterfalls Trail.